# Żabi Potok Mięguszowiecki
Żabi Potok Mięguszowiecki (słow. Žabí potok, niem. Froschbach, węg. Békás-patak) – potok płynący Doliną Żabią Mięguszowiecką (górna odnoga Doliny Mięguszowieckiej) w Tatrach Wysokich. Wypływa z Małego Żabiego Stawu Mięguszowieckiego, następnie na wysokości ok. 1545 m n.p.m. wpada do Hińczowego Potoku i razem tworzą Mięguszowiecki Potok (zwany bywa ciągle Hińczowym Potokiem, aż do połączenia się z potokiem Krupa, z którym tworzy rzekę Poprad).
Idąc szlakiem turystycznym prowadzącym dnem Doliny Mięguszowieckiej, na wysokości ok. 1560 m n.p.m. przekracza się po kamieniach bystro spływający Żabi Potok. Ciekawostką jest, że aż do tego miejsca Mięguszowieckim Potokiem od dołu podchodzą pstrągi i jest to najwyższe w całych Tatrach miejsce ich występowania (górna granica pionowego zasięgu).

## Szlaki turystyczne
– czerwony szlak, odgałęziający się od niebieskiego w Rozdrożu nad Żabim Potokiem i biegnący Doliną Żabią Mięguszowiecką (wzdłuż Żabiego Potoku Mięguszowieckiego) przez Wagę na Rysy. Czas przejścia od rozdroża na szczyt: 2:45 h, ↓ 2 h